# Catherine Johnson
Catherine Johnson (Suffolk, 14 de outubro de 1957) é uma escritora britânica, criadora de trabalhos para o teatro e para televisão.
Ela é mais conhecida por ser a autora da história do musical Mamma Mia!, um dos maiores sucessos na história dos musicais, e o roteiro do filme homônimo, que tornou-se o filme britânico de maior bilheteria no país em todos os tempos.

## Biografia
Johnson foi expulsa da escola aos 16 anos, casou-se aos 18 e divorciou-se aos 24 anos. Vivendo em Bristol, desempregada aos 29 anos, com um filho pequeno e grávida de outro, ela leu um anúncio num jornal local  anunciando uma competição de roteiros para a Bristol Old Vic, uma companhia de teatro da cidade. Ela escreveu Rag Doll, usando o pseudônimo de "Maxwell Smart" (o nome do principal personagem de uma série de televisão popular na época, Agente 86), uma peça sobre incesto e abuso infantil, que venceu a competição e foi levada aos palcos do teatro local.
Seus trabalhos posteriores antes e depois do sucesso internacional de Mamma Mia!, incluem peças para teatros de Bristol e de Londres, e roteiros para séries da televisão britânica, como Casualty.